# Valkó
Valkó is een plaats (nagyközség) en gemeente in het Hongaarse comitaat Pest. Valkó telt 2424 inwoners (2001).